# Vuelta a España 1982
La Vuelta a España 1982, trentasettesima edizione della corsa, si è svolta in diciannove tappe, prima e quindicesima suddivise in due semitappe, precedute da un cronoprologo iniziale, dal 20 aprile al 9 maggio 1982, per un percorso totale di 3456 km. La vittoria fu appannaggio dello spagnolo Marino Lejarreta, che completò il percorso in 95h47'23", precedendo il belga Michel Pollentier e lo svedese Sven-Åke Nilsson.
A vincere la corsa era stato inizialmente un altro spagnolo, Ángel Arroyo della Reynolds con il tempo di 95h45'28", il quale risultò però positivo al metilfenidato (Ritalin) in seguito ad un controllo antidoping al termine della diciassettesima tappa, con la positività resa nota due giorni dopo il termine della Vuelta. Arroyo risultò positivo anche alla controanalisi e fu di conseguenza penalizzato di dieci minuti, scivolando al tredicesimo posto in classifica generale e consegnando la vittoria al connazionale Lejarreta della Teka.

## Tappe
| Tappa  | Data      | Percorso                                                            | km   | Vincitore di tappa       | Leader cl. generale |
| ------ | --------- | ------------------------------------------------------------------- | ---- | ------------------------ | ------------------- |
| Prol.  | 20 aprile | Santiago di Compostela > Santiago di Compostela (cron. individuale) | 6,7  | Marc Gomez               | Marc Gomez          |
| 1ª-1ª  | 21 aprile | Santiago di Compostela > La Coruña                                  | 97   | Eddy Planckaert          | Marc Gomez          |
| 1ª-2ª  | 21 aprile | La Coruña > Lugo                                                    | 97   | Eddy Planckaert          | Marc Gomez          |
| 2ª     | 22 aprile | Lugo > Gijón                                                        | 240  | Eddy Planckaert          | Marc Gomez          |
| 3ª     | 23 aprile | Gijón > Santander                                                   | 208  | Eddy Planckaert          | Marc Gomez          |
| 4ª     | 24 aprile | Santander > Reinosa                                                 | 196  | Antonio Coll             | Claude Criquielion  |
| 5ª     | 25 aprile | Reinosa > Logroño                                                   | 230  | Ángel Camarillo          | Claude Criquielion  |
| 6ª     | 26 aprile | Logroño > Saragozza                                                 | 190  | José Luis Laguía         | Claude Criquielion  |
| 7ª     | 27 aprile | Saragozza > Sabiñánigo                                              | 146  | Enrique Martínez Heredia | Claude Criquielion  |
| 8ª     | 28 aprile | Sabiñánigo > Lleida                                                 | 216  | Jesús Hernández Úbeda    | Claude Criquielion  |
| 9ª     | 29 aprile | Artesa de Segre > Puigcerdà                                         | 182  | José Luis Laguía         | Claude Criquielion  |
| 10ª    | 30 aprile | Puigcerdà > Sant Quirze del Vallès                                  | 181  | Sven-Åke Nilsson         | Ángel Arroyo        |
| 11ª    | 1º maggio | Sant Quirze del Vallès > Barcellona                                 | 143  | José Luis Laguía         | Ángel Arroyo        |
| 12ª    | 2 maggio  | Salou > Nules                                                       | 200  | Eddy Planckaert          | Ángel Arroyo        |
| 13ª    | 3 maggio  | Nules > Antella                                                     | 195  | José Recio               | Ángel Arroyo        |
| 14ª    | 4 maggio  | Antella > Albacete                                                  | 153  | Dominique Arnaud         | Ángel Arroyo        |
| 15ª-1ª | 5 maggio  | Albacete > Tomelloso                                                | 119  | Eddy Vanhaerens          | Ángel Arroyo        |
| 15ª-2ª | 5 maggio  | Tomelloso > Campo de Criptana (cron. individuale)                   | 35   | Ángel Arroyo             | Ángel Arroyo        |
| 16ª    | 6 maggio  | Campo de Criptana > San Fernando de Henares                         | 176  | Willy Sprangers          | Ángel Arroyo        |
| 17ª    | 7 maggio  | San Fernando de Henares > Navacerrada                               | 178  | Marino Lejarreta         | Marino Lejarreta    |
| 18ª    | 8 maggio  | Palazuelos de Eresma > Palazuelos de Eresma                         | 184  | Juan Fernández Martín    | Marino Lejarreta    |
| 19ª    | 9 maggio  | Madrid > Madrid                                                     | 84   | Eddy Vanhaerens          | Marino Lejarreta    |
| Totale | Totale    | Totale                                                              | 3456 |                          |                     |

## Classifiche finali

### Classifica generale
| Pos. | Corridore                 | Squadra        | Tempo     |
| ---- | ------------------------- | -------------- | --------- |
| 1    | Marino Lejarreta          | Teka           | 95h47'23" |
| 2    | Michel Pollentier         | Safir-Concorde | a 18"     |
| 3    | Sven-Åke Nilsson          | Wolber-Spidel  | a 1'17"   |
| 4    | Faustino Rupérez          | Zor-Helios     | a 2'14"   |
| 5    | José Luis Laguía          | Reynolds-Galli | a 2'37"   |
| 6    | Pierre-Raymond Villemiane | Wolber-Spidel  | a 2'43"   |
| 7    | Stefan Mutter             | Puch-Eurotex   | a 4'18"   |
| 8    | Jaime Vilamajó            | Kelme-Merckx   | a 4'19"   |
| 9    | Marc Durant               | Wolber-Spidel  | a 5'10"   |
| 10   | Álvaro Pino               | Zor-Helios     | a 5'53"   |

### Classifica a punti
| Pos. | Corridore        | Squadra        | Punti |
| ---- | ---------------- | -------------- | ----- |
| 1    | Stefan Mutter    | Puch-Eurotex   | 172   |
| 2    | José Luis Laguía | Reynolds-Galli | 133   |
| 3    | Eddy Vanhaerens  | Safir-Concorde | 128   |

### Classifica scalatori
| Pos. | Corridore             | Squadra      | Punti |
| ---- | --------------------- | ------------ | ----- |
| 1    | José Luis Laguía      | Reynolds     | 90    |
| 2    | Juan Fernández Martín | Kelme-Merckx | 60    |
| 3    | José Recio            | Kelme-Merckx | 53    |